# بلدرچین جنگلی ستاره‌ای
بلدرچین جنگلی ستاره‌ای (نام علمی: Odontophorus stellatus) نام یک گونه از سرده بلدرچین جنگلی است.